# Prawem na lewo
Prawem na lewo – amerykańska komedia romantyczna z 1997 roku.

## Główne role
- Michael Richards - Richard Ricky Rietti
- Jeff Daniels - Charles Charlie Tuttle
- Charlize Theron - Billie Tyler
- Jessica Steen - Elizabeth Gardner
- Austin Pendleton - Sędzia Paul Z. Graff
- Rip Torn - Benjamin Benny Gibbs
- Alexandra Wentworth - Tiffany Whitfield
- Jennifer Coolidge - Jacqueline Jackie Turreau
- Lawrence Pressman - Whitfield
- Dale Dye - Dr German Stone, psychiatra
- Max Casella - Dr Brown, psychiatra
- Kenneth White - Hank Crabbit, świadek
- Keith Mills - Buck Norman, świadek
- Zaid Farid - Bailiff

## Fabuła
Charlie Tuttle, młody adwokat ma wkrótce ożenić się z córką swojego szefa Tiffany. Przyszły teść sprowadza go do małego miasteczka w Nevadzie pod pretekstem załatwienia pewnej sprawy. Na miejscu okazuje się, że odbywa się wieczór kawalerski. Impreza jest tak udana, że Charlie nie może uczestniczyć w rozprawie sądowej. Żeby było mało kłopotów, zakochuje się w kelnerce.